# Slag bij Buckland Mills
De Slag bij Buckland Mills vond plaats op 19 oktober 1863 in Fauquier County, Virginia tijdens de Amerikaanse Burgeroorlog. Deze slag is ook bekend onder de naam The Buckland Races of de Slag bij Chestnut Hill. Noordelijke cavalerie onder leiding van brigadegeneraal Judson Kilpatrick liep in een Zuidelijke hinderlaag en werd verslagen.
Na de nederlaag van het Zuidelijke Army of Northern Virginia bij Bristoe Station trok generaal Robert E. Lee zijn leger terug naar de Rappahannock River. Zijn cavalerie onder leiding van generaal-majoor J.E.B. Stuart dekte de aftocht. Een van zijn cavaleriedivisies onder leiding van generaal-majoor Fitzhugh Lee bewaakte de Broad Run. Bij Buckland Mills viel hij de achtervolgende Noordelijke cavalerie aan. Vanuit een hinderlaag werd de Noordelijke linkerflank gedecimeerd. Kilpatrick sneuvelde tijdens de strijd. De overlevenden zetten het op een lopen tot ze in Haymarket en Gainesville arriveerden.